# Spetalen
Spetalen este o localitate din comuna Råde și Fredrikstad, provincia Østfold, Norvegia, cu o suprafață de 1,59 km² și o populație de 2.118 locuitori (2013).